# 平旋殼和異旋殼

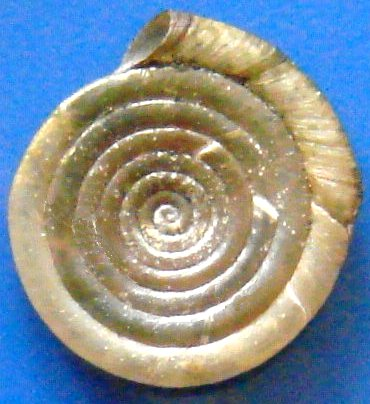
View of the spire side of the planispiral shell of the freshwater snail Anisus septemgyratus. This shell has seven and a half whorls

平旋殼和異旋殼（heterostrophic，亦作）是一個軟體動物形態學的分類方式。當軟體動物成長時，相對於蝦、蟹之類會不停換殼的物種，牠們會在其胎殼（protoconch，即最初孵化出來時的外殼）之外繼續增大其外殼，而原來的胎殼成為了殼的頂點。依照胎殼螺層與成年的螺層的相對位置，可以分為平旋殼和異旋殼兩類：
- 平旋殼的胎殼與成年層位於同一平面，使管狀殼的直徑隨殼的不斷長大而大增，例如：扁卷螺科；
- 異旋殼的胎殼則與成年層位於不同的平面，例如：車輪螺科。

一般的腹足綱物種都是異旋殼，平旋的殼可算是牠們的一種特例。然而，亦有把這個名詞用於腹足綱以外，例如：用來形容頭足綱及管蟲的棲管。

## 參看
- 螺壳#形态